# Mustafa Yıldırım
Mustafa Safa Yıldırım (ur. 2000) – turecki zapaśnik walczący w stylu klasycznym.
Złoty medalista MŚ wojskowych w 2025. Drugi na MŚ U-23 w 2023. Wicemistrz ME U-23 w 2023, trzeci w 2022. Drugi na ME kadetów w 2017 roku.